# Minuartia obtusiloba
Espèce
Classification phylogénétique
Minuartia obtusiloba ou Cherleria obtusiloba, autrefois nommée Arenaria obtusiloba, est une espèce végétale herbacée de la famille des Caryophyllaceae. Cette plante en tapis de 2 cm de haut originaire des Rocheuses, de la Californie à l'Alaska, pousse sur les étendues rocheuses.